# Lytopsenella
Lytopsenella – rodzaj błonkówek z rodziny płaszczykowatych i podrodziny Bethylinae. Obejmuje 8 opisanych gatunków.

## Morfologia
Głowa jest zaopatrzona w dobrze rozwinięte oczy złożone oraz przyoczka. Czułki mają biczyki zbudowane z jedenastu członów. Nadustek cechuje się dużym płatem środkowym i wchodzącym na czoło żeberkiem środkowym. Aparat gębowy charakteryzuje się krótkimi i grubymi żuwaczkami o czterech ostrych zębach wierzchołkowych, zbudowanymi z sześciu członów głaszczkami szczękowymi oraz trójczłonowymi głaszczkami wargowymi.
Mezosoma zaopatrzona jest w notaulusy i bruzdę parapsydialną. Mezopleury nie są uwydatnione. Skrzydło przedniej pary ma słabo wyodrębnioną prestigmę, niemal wyodrębnioną pterostigmę oraz sześć zamkniętych komórek: R, 1Cu, C, 1M, 1R1 i 2R1 – ta ostatnia jest wyraźnie wydłużona. Kompleks metapektalno-propodealny odznacza się brakiem listewek poprzecznych tylnych.
U obu płci na metasomie widocznych jest osiem tergitów i tyle samo sternitów. Genitalia samca charakteryzują się rozdwojonymi, całkowicie podzielonymi na ramiona grzbietowe i brzuszne paramerami.

## Ekologia i występowanie
Owady te są przypuszczalnie zewnętrznymi parazytoidami chrząszczy z rodziny omomiłkowatych.
Współcześnie przedstawiciele rodzaju rozmieszczeni są tylko w krainie neotropikalnej.

## Taksonomia
Takson ten wprowadzony został w 1911 roku przez Jean-Jacquesa Kieffera. Według wyników analiz filogenetycznych Magna S. Ramosa i Celsa O. Azevedy z 2020 roku oraz Diega N. Barbosy i Gabriela A.R. Melo z 2023 roku omawiany rodzaj zajmuje pozycję siostrzaną dla Eupsenella, tworząc z nim klad bazalny w obrębie podrodziny.
Do rodzaju tego zalicza się osiem opisanych gatunków:
- †Lytopsenella baltica Ramos et Azevedo, 2014
- †Lytopsenella crastina (Brues, 1923)
- Lytopsenella herbsti (Kieffer, 1904)
- †Lytopsenella kerneggeri Ohl, 1995
- †Lytopsenella maritima Ramos et Azevedo, 2014
- †Lytopsenella setigera (Brues, 1923)
- †Lytopsenella simplex (Brues, 1923)
- Lytopsenella testaceicornis (Kieffer, 1910)

Zapis kopalny tych błonkówek pochodzi z górnego eocenu i oligocenu.